# 驚聲尖笑
是一部2000年美國喜劇片，由基伦·埃弗瑞·韦恩斯執導，影片主要以「惡搞、戲弄」為宗旨，將90年代的電影全部拙劣地愚弄一番，其中包括《驚聲尖叫》三部曲、《是誰搞的鬼》、《厄夜叢林》、《刺激驚爆點》甚至《莎翁情史》也被拿來大開玩笑，顛覆了傳統好萊塢電影的傳統。
但是這樣一部惡搞的電影並沒有受到冷落，全球票房超過2億7千萬美元，大跌專家眼鏡。也因此，雖然第一部電影標語是「無情、無恥、無續集」（No mercy, no shame, no sequel）寫明沒有所謂的續集，到隔年馬上推出了第二部，而冠以「我們說謊了」（We lied）的標語，顯示了驚聲尖笑的受歡迎程度。目前驚聲尖笑系列已經上映了5部。

## 電影取題
《驚聲尖笑》最大的特色就是恶搞（戏仿）經典電影橋段，尤其是90年代的恐怖靈異電影幾乎無一倖免。片中總共有20人被殺。被惡搞電影的列表：
- 《鬼店》[2]
- 《是誰搞的鬼》：主要[2]
  - 《到底是誰搞的鬼》
- 《驚聲尖叫》三部曲：主要[2]
- 《靈異第六感》[2][3]
- 《駭客任務》[2][3]
- 《刺激驚爆點》[2]
- 《美國派》[4]
- 《厄夜叢林》[2][3]
- 《月光光心慌慌》[2][3]
- 《大法師》
- 《美麗擠下去》
- 《恋爱时代》

## 人物
| 演員                                       | 角色                                        | 備註 |
| 安娜·法瑞絲 Anna Faris                     | 辛蒂·坎貝爾                                 |      |
| 瑞吉娜·霍爾 Regina Hall                    | 布蘭妲·米克斯 Brenda Meeks                  |      |
| 西恩·韋恩斯 Shawn Wayans                   | 雷·威爾金 Ray Wilkins                       |      |
| 馬龍·韋恩斯 Marlon Wayans                  | 修提·米克斯 Shorty Meeks                    |      |
| 夏儂·伊莉莎白 Shannon Elizabeth            | 巴菲·吉爾摩 Buffy Gilmore                   |      |
| 強·亞伯拉漢 Jon Abrahams                   | 巴比·普林茲 Bobby Prinze                    |      |
| 勞區·繆洛 Lochlyn Munro                    | 葛瑞格·菲利普 Greg Phillipe                 |      |
| 大衛·夏瑞丹 Dave Sheridan                  | 杜菲·吉爾摩／鬼臉 Doofy Gilmore / Ghostface |      |
| 雪莉·歐特麗 Cheri Oteri                    | 蓋兒·海爾史東 Gail Hailstorm                |      |
| 柯特·弗勒 Kurt Fuller                      | 警長 The Sheriff                            |      |
| 卡門·伊萊克特拉 Carmen Electra             | 茱魯·戴克 Drew Decker                       |      |
| 里克·杜科蒙 Rick Ducommun                  | 坎貝爾先生 Mr. Campbell                     |      |
| 珍·特卡 Jayne Trcka                        | 曼恩小姐 Miss Mann                          |      |
| 凱莉·柯菲爾德·帕克 Kelly Coffield Park     | 歷史老師 the History Teacher                |      |
| 大衛·蘭德 David L. Lander                  | 史奎基曼校長 Principal "Squiggy" Squiggman  |      |
| 瑪莉莎·潔芮特·維妮柯 Marissa Jaret Winokur | 提娜 Tina                                   |      |
| 基南·艾佛利·韋恩 Keenen Ivory Wayans       | 史雷夫 Slave                                |      |

未列入名單：
- 羅伯·傑克斯（Robert Jacks）飾演　羅迪（Rowdy）
- 詹姆斯·范·達·畢克（James Van Der Beek） 飾演　道森·里瑞（Dawson Leery）

## 評價
《驚聲尖笑》在專業影評之間的評價不甚理想，《爛番茄》網站根據116篇專業影評，給出52%的新鮮度，平均分數5.5/10，該網站的共識評論寫道：「評論家說《驚聲尖笑》過度粗俗，以引起人們的笑聲」。IMDb的平均分數為6.1/10。Metacritic則根據32條評論，獲得46分(滿分100)的分數，代表「褒貶不一」。

## 電影續集系列
- 惊声尖笑 (2000)
- 惊声尖笑2 (2001)
- 惊声尖笑3 (2003)
- 惊声尖笑4 (2006)
- 惊声尖笑5 (2013)

## 外部連結
- 互联网电影数据库（IMDb）上《Scary Movie》的资料（英文）
- 爛番茄上《Scary Movie》的資料（英文）
- Metacritic上《Scary Movie》的資料（英文）
- Box Office Mojo上《Scary Movie》的資料（英文）
- AllMovie上《驚聲尖笑》的资料（英文）